# Benkadi (Sikasso)
Pour les articles homonymes, voir Benkadi.
Benkadi est une commune du Mali, dans le cercle et la région de Sikasso.